# Zygmunt Szułdrzyński

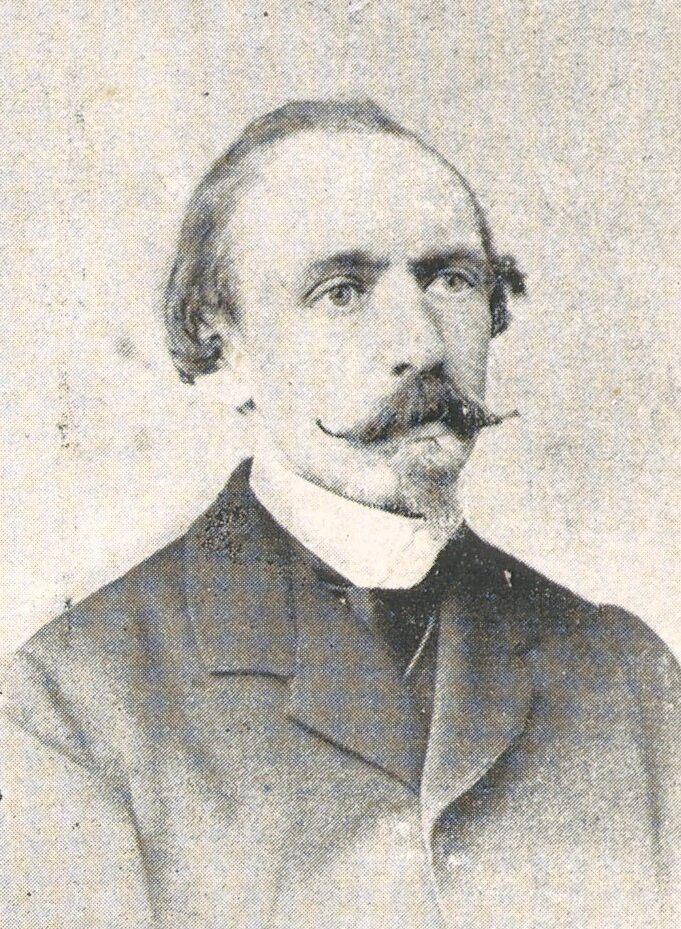

Zygmunt Szułdrzyński (ur. 15 października 1830 w Gutowie Wielkim, zm. 29 grudnia 1918 w Bolechowie) – ziemianin, działacz społeczno–polityczny.
Syn Józefa i Elżbiety z domu Okulicz. W 1849 ukończył gimnazjum Marii Magdaleny w Poznaniu, następnie studiował prawo na uniwersytecie w Berlinie; a w 1853 uzyskał, na podstawie rozprawy De origine progressu tutelae mulieribus, tytuł doktora praw. Po praktyce rolniczej objął dobra Lubasz w powiecie czarnkowskim i wówczas rozwinął działalność w organizacjach rolniczych. 
Podczas powstania styczniowego w latach 1863–1864 do pracował w tajnym komitecie niesienia pomocy powstaniu. Od 1865 był członkiem zarządu Centralnego Towarzystwa Gospodarczego, którego następnie, w latach 1884–1891, był prezesem. Prowadził też inną działalność społeczną na terenie Wielkiego Księstwa Poznańskiego, w szczególności bardzo interesując się rozwojem oświaty rolniczej. Brał udział w pracach zarządu Szkoły Rolniczej im. Haliny w Żabikowie, był członkiem wielu polskich towarzystw oświatowych i kulturalnych: w 1869 był w zarządzie Towarzystwa Oświaty w Krakowie, został też członkiem honorowym Rady Administracyjnej Szkoły Polskiej w Batignolles. W 1872 współtworzył Towarzystwo Oświaty Ludowej, a gdy osiem lat później powstało Towarzystwo Czytelni Ludowych, został w 1883 wiceprezesem zarządu głównego. Od 1873 w Poznańskim Towarzystwie Przyjaciół Nauk był członkiem zarządu; pełnił także funkcję prezesa rady nadzorczej „Dziennika Poznańskiego” (w prasie, konkretnie w „Ziemianinie”, publikował też artykuły). Jako jeden z głównych organizatorów pracował przy obchodach ogólnosłowiańskiego zjazdu w Welehradzie na Morawach w 1885. Pięć lat później został członkiem honorowym Galicyjskiego Towarzystwa Gospodarczego we Lwowie; od 1899 był także członkiem Komitetu dla Zwalczania Gruźlicy w prowincji poznańskiej.
W 1880 został mianowany radcą Ziemstwa Kredytowego, dziesięć lat został członkiem rady prowincjonalnej był od 1890. Uczestniczył w zakładaniu Banku Włościańskiego w 1872, a Banku Ziemskiego w 1886. Działał także w polityce ogólnokrajowej - w latach 1866–1872 był posłem na sejm pruski (z okręgu Śrem––Środa–Września), w którym pełnił funkcję sekretarza Koła Polskiego. W 1867 został posłem do parlamentu Związku Północnoniemieckiego; podpisał tam protest przeciw wcieleniu Wielkiego Księstwa Poznańskiego do tego Związku, po czym złożył mandat poselski. 
W 1873 wykupił z rąk niemieckich dobra Bolechowo k. Poznania, w których mieszkał do śmierci; pochowany został w Lubaszu. Od 1862 był żonaty z Józefą Wysogota–Zakrzewską i pozostawił synów, Tadeusza, Kazimierza, Mieczysława oraz córkę Marię (zamężną Nieżychowską).